# 효자 강순항 정려각
효자 강순항 정려각(孝子 姜順恒 旌閭閣)은 대한민국 대구광역시 동구 평광동에 있는 조선시대의 정려각이다. 2000년 2월 29일 대구광역시의 문화재자료 제35호로 지정되었다.

## 개요
동구 평광동 마을 앞 도로변에 있는 ‘효자 강순항 정려각’은 조선 후기 인물인 강순항(1745∼1830)의 효행을 기리기 위해 세운 정려 현판과 정려각이다.
강순항은 어릴 때부터 효성이 지극하여 매우 가난한 가정 형편에도 50여년간 부모에게 지극한 효행을 행하여 마을 사람들에게 칭찬을 들었다.
정려각은 조선 순조 30년(1830)에 그의 아들이 세웠다고 한다. 순조 16년(1816)에 경상도 관찰사 이존수의 건의로 통정대부에 임명되는 동시에 효자로서 포상을 받아 정려 현판을 내렸다. 순조 30년(1830)에는 나이가 100세에 달해 숭정대부동지중추부사에 임명되었고, 이에 따라 그의 부인과 조상 3대가 각종 관직을 거슬러 올려 받게 되었다.
건물의 규모는 앞면 1칸·옆면 1칸 규모의 건물로, 지붕은 옆에서 볼 때 사람 인(人)자 모양인 맞배지붕이다.

## 참고 문헌
- 효자강순항정려각 - 국가유산청 국가유산포털